# Леонард Бадегорн
Леонард Бадегорн (нім. Leonhard Badehorn, 6 листопада 1510, Майсен, Саксонія — 1 липня 1587, Лейпциг, Саксонія) — саксонський юрист, ректор Лейпцизького університету в 1537–1538 роках.

## З біографії

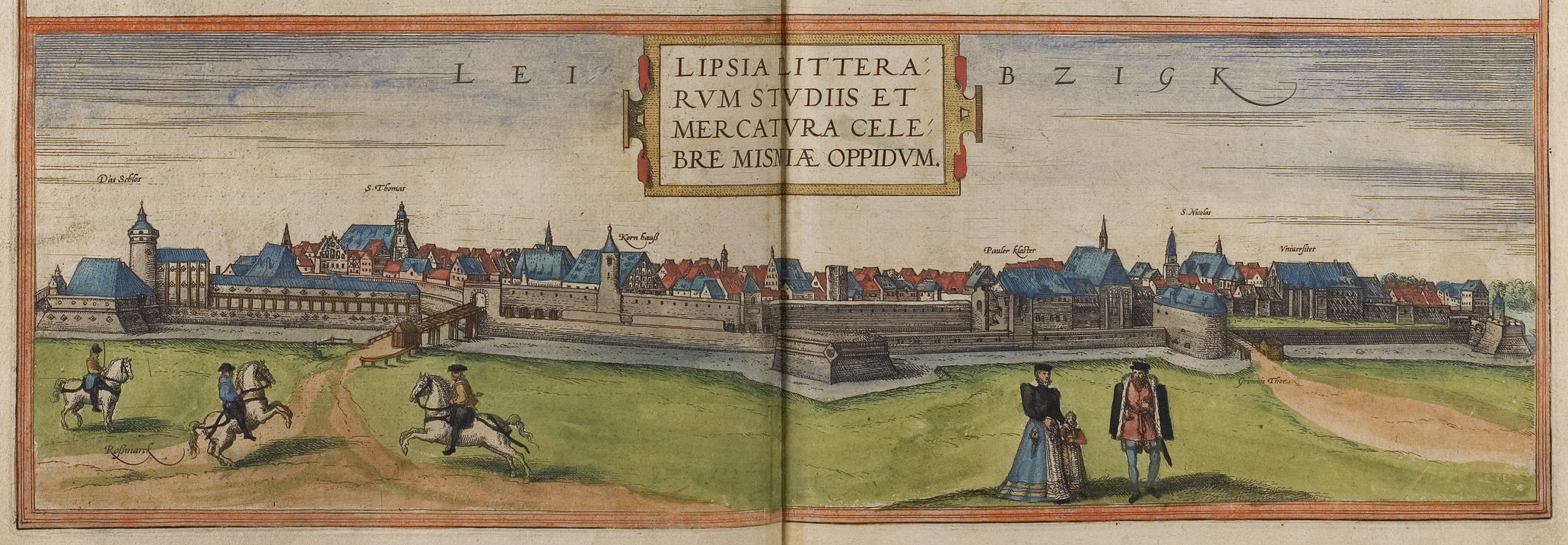
Панорама Лейпцига (XVI ст.)

1531 року отримав ступінь магістра філософії у Лейпцизькому університеті. Викладав на філософському (артистичному) факультеті цього університету. У 1536 р. був деканом філософського факультету, а в 1537–1538 рр. — ректором Університету.
Від 1539 до 1544 року вивчав право в Італії, а 29 жовтня 1544 року отримав ступінь доктора права в Падуанському університеті. По тому працював на юридичному факультеті Лейпцизького університету, деякий час також у Лейпцизькому придворному суді (нім. Oberhofgericht Leipzig).
Декілька разів (вперше у 1562–1563 рр.) Л. Бадегорна обирали бургомістром Лейпцига. 